# アスカロンの戦い
アスカロンの戦い（Battle of Ascalon）は第1回十字軍の戦闘の一つ。1099年8月12日に地中海岸の町アスカロン（現在のイスラエル領アシュケロン、エルサレムの西でテルアビブとガザの中間）の周辺で戦われた。十字軍がエルサレムに迫るファーティマ朝軍を破ったが、これが第1回十字軍の最後の戦いとされている。

## 背景
エルサレムへの進軍を続ける十字軍は、1098年初めのアンティオキア攻囲戦の時期からたびたびエジプトのファーティマ朝と交渉を続けてきたが、双方に妥協や合意は成り立たなかった。ファーティマ朝は、十字軍は東ローマ帝国に頼まれてセルジューク朝を倒しに来た軍隊と見ていた節があり、セルジューク朝が支配するシリア地方のうち、北側（シリア）を十字軍、南側（パレスチナ）をファーティマ朝で分割統治することは認めようとしていた。しかし十字軍の目的はあくまでエルサレムの聖墳墓教会であり、ファーティマ朝の提案を相手にしなかった。
こうして十字軍は1099年春にパレスチナへ侵入し、エルサレム攻囲戦の結果、7月15日にエルサレム市を陥落させた。しかし攻囲戦のさなか、ワズィール（宰相）のアル＝アフダル（アル＝アフダル・シャーハンシャー、al-Afdal Shahanshah）率いるファーティマ朝の大軍がエジプトを出てエルサレムに向かっているという情報が十字軍に届いており、十字軍はこの大軍の到来に神経を尖らせていた。エルサレムの陥落の時点で、ファーティマ朝の軍はエルサレムに達しておらず、シナイ半島をまだ横断中であった。この大軍がやがてエルサレムに到達し、十字軍の守るエルサレムに攻城戦を仕掛ける恐れが残っていた。
この間、十字軍はエルサレム支配を急速に固めていた。ゴドフロワ・ド・ブイヨンは7月22日にエルサレムの支配者となり、王と名乗らずに「聖墳墓守護者」を名乗ることとなった。聖職者のアルヌール（Arnulf of Chocques）は8月1日にエルサレム総司教となり、8月5日には東方教会が守っていた聖遺物「真（まこと）の十字架」を手に入れていた。そこへアスカロン付近まで到達していたファーティマ朝軍から使者が到着し、十字軍に対してエルサレムからの退去を要請するアル＝アフダルの信書を渡したが、十字軍側は無視した。
しかし十字軍もファーティマ朝の大軍が迫ることを無視できなかった。8月10日、隠者ピエールがラテンとギリシャの東西両教会の聖職者を集めて聖墳墓教会で祈りと行進を行っていた日、ゴドフロワは十字軍の将兵を率いてエルサレムを出て、西へ1日のところにあるアスカロンへ向かった。フランドル伯ロベールと総司教アルヌールはゴドフロワに従ってアスカロンへ向かったが、ゴドフロワとは対立状態にあるトゥールーズ伯レーモンおよびその封臣となっていたノルマンディー公ロベールは従わなかった。彼らは自らの斥候からの報告が届くまでエルサレムから動こうとはしなかった。翌日、彼らもファーティマ朝の軍隊の接近を確認し、アスカロンへ向けて出発した。途中のラムラ付近で彼ら（十字軍国家の諸侯）は、8月初めにナブルス攻略のためにエルサレムを出ていたタンクレードおよびゴドフロワの兄弟であるブローニュ伯ウスタシュと十字軍の全軍が合流した。
アルヌールは「真の十字架」を掲げて軍を先導した。一方、レーモン・ダジール（Raymond of Aguilers）はアンティオキア攻囲戦の時に見つかった「聖槍」を掲げて行進した。

## 戦闘
アル＝アフダルに率いられたファーティマ朝の軍隊の総数は最大で50,000人ほどと考えられている。総数には諸説あり、2万から3万という推計もあれば、年代記『ゲスタ・フランコルム』のように20万人と主張するものもある。この軍隊はセルジューク系のテュルク人、アラブ人、ペルシャ人、アルメニア人、クルド人、エチオピア人などで構成されていた。彼らの当初の目的は十字軍に包囲されるエルサレムの救援が目的であり、攻城兵器などは持ち合わせていなかった。しかしこの時点では十字軍が占領したエルサレムを包囲することに目的が変わっており、攻城兵器がないことが問題になっていた。アル＝アフダルは攻城戦の準備不足と十字軍の勢力に対する不安から、エルサレムへの行軍の途中で、一旦アスカロン郊外の谷間にあるアル＝マジダル（al-Majdal）の原に宿営を張り、エルサレムに使者を送るなどして十字軍の意図や動きを探っていた。だが彼らは、この時十字軍がすでにエルサレムを出てアスカロンに向かっていることを知らなかった。
十字軍側も正確な総数は不明だが、レーモン・ダジールの年代記では騎士1,200人に歩兵9,000人とある。大きく見積もる説では2万人というものもあるが、エルサレム陥落時点での十字軍にはそのような兵力はなかった。

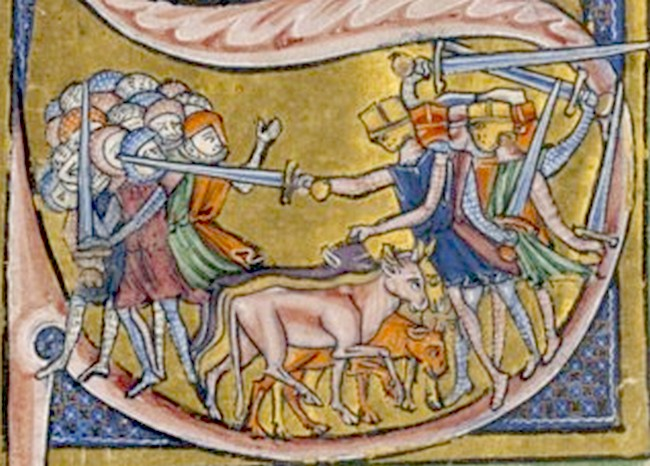
アスカロンの戦いを描いた13世紀の写本挿絵

8月11日、十字軍はファーティマ朝の軍隊を養うためにアスカロン郊外に放牧されている牡牛、ヒツジ、ヤギ、ラクダの群れを発見した。タンクレードがラムラ付近での小競り合いで得たファーティマ朝軍の捕虜によれば、十字軍がこれらの動物を追い払ったり略奪したりしているすきに、ファーティマ朝の軍隊が不意を突いて攻撃できるように放たれたとのことだった。しかし十字軍はアル＝アフダルの期待通りには動かなかった。翌8月12日朝、動物たちは十字軍の後ろについて歩き始めた。これによって、かえって十字軍の規模が実際より大きく見える結果になった。
8月12日朝、十字軍の斥候はファーティマ朝軍の宿営地の位置を報告した。宿営への行軍の間、十字軍は9つの集団に分けられることになった。ゴドフロワは左翼の集団を率い、レーモンは右翼を、タンクレード、ウスタシュ、ノルマンディー公ロベール、ベアルン子爵ガストンが中央の集団の指揮を執った。これら9つの集団はそれぞれ2つの小集団に分けられ、歩兵の小集団がそれぞれの集団の先頭に立った。この部隊編成は後にアスカロン城外の戦いでも使われた（中央の集団はエルサレム門とヤッファ門の間に、右翼は地中海の海岸沿いに、左翼はヤッファ門の前に展開することになる）。

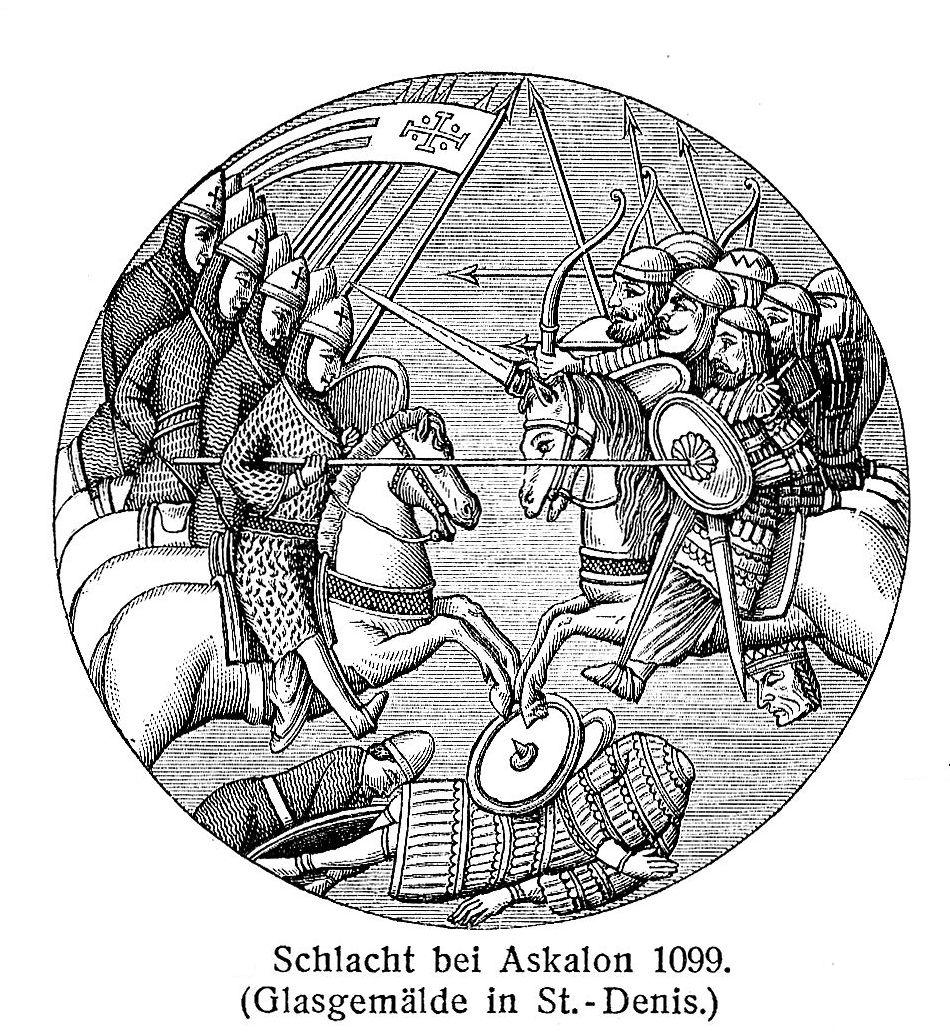
アスカロンの戦い。左が十字軍、右がファーティマ朝軍

十字軍およびムスリム双方の記録によれば、ファーティマ朝の軍隊は戦う準備ができていない状態で十字軍に捕捉され、戦いは短時間で終わったとさせる。ただしエクスのアルベール（Albert of Aix）は、迎え撃つ準備ができていたエジプト軍と衝突し、戦闘はそれなりの時間続いたと述べる。両軍はまず弓矢を放ちながら接近し、槍が届く距離になったところで白兵戦へと移った。エチオピア人部隊が十字軍の陣の中央に攻撃を加え、ファーティマ朝の前衛が十字軍を側面から突き十字軍の後衛を包囲した。しかしゴドフロワの左翼が後衛を救出に来た。アル＝アフダルの側は数で十字軍を圧倒していたが、その強さは十字軍がかつて戦ったセルジューク朝軍と同じ程度であった。ファーティマ朝の重騎兵の準備がようやくできた時には戦いの決着がついていた。アル＝アフダルと歩兵はパニックに陥り、アスカロンの堅固な城内めざして潰走を始めた。レーモンは敵兵らを海に追い詰め、敵兵は木に登って逃げようとしたり弓矢で殺されたりした。残りの兵は城内に駆け込んだ。アル＝アフダルは宿営を多数の財宝ごと放棄し、タンクレードとレーモンがそれらを手に入れた。十字軍の損害は不明であるが、ファーティマ朝の軍隊の損害は1万から1万2千人に達した。

## その後
十字軍はアル＝アフダルの軍勢が放棄した宿営で夜を過ごし、翌日のアスカロン攻撃に備えた。しかし翌8月13日朝、彼らはファーティマ朝の軍隊がエジプトへ退却したことを知る。宰相アル＝アフダルは、アスカロン港から艦隊でエジプトへ向かっていた。十字軍は、アル＝アフダルの軍旗や専用テントなど持ち運べる限りのものを略奪して残りは燃やした。同日、彼らは意気揚々とエルサレムに凱旋したが、祝宴の後でゴドフロワとトゥールーズ伯レーモンの双方がアスカロンの領有を主張した。レーモンはこうした対立に嫌気が差し、この後コンスタンティノープルへ行ってしまい、レバントに戻ってくるのは1101年の十字軍の後になる。
この戦いの後、十字軍の将兵のほとんどが巡礼という目的を果たしたと考えてエルサレムを去り西欧へ戻って行った。1099年暮れにエルサレムに残っていたのはわずか数百人の騎士だけであった。しかし西欧で十字軍の成果の話が広まると後に続こうという者が現れ、西欧からの増援がエルサレムに向かい始める。
アスカロンの戦いは十字軍の勝利に終わったが、アスカロン市はファーティマ朝の支配下のままにとどまり、やがて守備兵も補充された。以後、アスカロンはファーティマ朝がエルサレム王国など十字軍国家に対して毎年のように行う攻撃の拠点となる。アスカロン周辺では何度も両軍の衝突が起こり、エルサレム王国は1153年のアスカロン攻囲戦までアスカロンを支配できなかった。